# Vireo altiloquus
El vireo bigotudo (en Costa Rica y México) (Vireo altiloquus), también denominado verderón canoro (en Colombia), bien-te-veo (en Cuba), julián chiví (en República Dominicana), julián chiví bigotinegro (en Venezuela) o vireo de bigotes negros, es una especie de ave paseriforme de la familia Vireonidae perteneciente al numeroso género Vireo. Anida en el extremo sureste de América del Norte e islas del Caribe y migra hacia el norte de América del Sur, hasta la cuenca amazónica. Algunas subespecies son residentes en las Antillas.

## Distribución y hábitat
Se reproduce en el sur de Florida, Estados Unidos y en Cuba, Jamaica, Islas Caimán, La Española (Haití y República Dominicana) y Puerto Rico y migra en invierno hacia las Antillas Mayores y el norte de América del Sur. Aparte de los países ya mencionados, se registra su presencia como pasajero o residente en Antigua y Barbuda; Aruba; Bahamas; Barbados; Belice; Bonaire; Brasil; Colombia; Costa Rica; Dominica; Grenada; Guadeloupe; Guyana; Guayana francesa; Martinica; México; Montserrat; Panamá; Perú; San Cristóbal y Nieves; Santa Lucía; San Vicente y las Granadinas; Saint Martin Sint Maarten; Surinam; Trinidad y Tobago; Turks y Caicos; Venezuela, Islas Vírgenes Británicas e Islas Vírgenes de los Estados Unidos.
Su hábitat de crianza son las áreas boscosas de hoja caducas y las plantaciones, y en la Florida también los manglares.

## Descripción
Mide entre 14 y 15 cm de longitud y sus alas alcanzan 25 cm de envergadura. Pesa entre 17 y 19 g. Tiene las patas relativamente gruesas, de color gris azulado y un sólido pico negruzco.
El dorso es de color verde oliva parduzco y el vientre blanco, con color amarillento en los flancos y debajo de la cola. Tiene el iris de los ojos color rojo ladrillo y una corona gris-marrón con tenues bordes oscuros. Presenta una línea oscura a través de los ojos y una franja blanca en la ceja. Tiene una línea de color negruzco (el "bigote") a los lados del cuello, separando la garganta blanca de las mejillas oliva. Las aves juveniles son similares, pero tienen los ojos color café-rojizo.
Se parece al vireo ojirrojo, pero es más pardo y opaco en el dorso y se distingue más claramente por las líneas negras en "bigote".

## Comportamiento

### Alimentación
Su dieta consta principalmente de insectos del follaje de árboles y a veces vuelan mientras se alimentan. Asimismo, comer pequeñas cantidades de bayas.

### Reproducción
Construye un nido en forma de taza en una horqueta de la rama de un árbol y la hembra pone 2 a 3 huevos blancos.

### Vocalización
Su canto consta de tres sílabas que suenan como whip, Tom Kelly, más abrupto que el del vireo ojirrojo.

## Sistemática

### Descripción original
La especie V. altiloquus fue descrita por primera vez por el naturalista francés Louis Jean Pierre Vieillot en 1808 bajo el nombre científico Muscicapa altiloqua; localidad tipo «St. Thomas, Islas Vírgenes».

### Subespecies
Según la clasificación del Congreso Ornitológico Internacional (IOC) (Versión 6.2, 2016) y Clements Checklist v.2015,  se reconocen 6 subespecies, con su correspondiente distribución geográfica:
- Vireo altiloquus barbatulus (Cabanis, 1855) - anida en el sureste de Estados Unidos (sur de Florida desde los condados de Pasco y Volusia al sur hasta los Cayos), isla Bahama, Cuba (incluyendo la isla de Pinos), Little Cayman y Cayman Brac; migra hacia Sudamérica (cuenca amazónica).
- Vireo altiloquus altiloquus (Vieillot, 1808) - anida en Jamaica, La Española y Puerto Rico; migra hasta el norte de Sudamérica.
- Vireo altiloquus grandior (Ridgway, 1884) - isla de Providencia (Colombia), al este de Nicaragua en el suroeste del Caribe.
- Vireo altiloquus canescens (Cory, 1887) - isla de San Andrés (Colombia) al este de Nicaragua en el suroeste del Caribe.
- Vireo altiloquus bonairensis Phelps, Sr & Phelps, Jr, 1948 - Antillas Neerlandesas (Aruba, Curaçao, Bonaire) e isla Margarita (Venezuela).
- Vireo altiloquus barbadensis (Ridgway, 1874) - Antillas Menores, desde Saint Croix (Islas Vírgenes) al sur hasta Barbados, posiblemente también en isla Trinidad.

La subespecie de la Florida V. a. barbatulus tiene un pico 15 % más corto que el pico de la del norte del Caribe V. a. bonairensis. Esta última ocasionalmente viaja también hasta Florida y Luisiana.